# Mitja Nikolić
Mitja Nikolić, né le 24 février 1991, à Postojna, en République socialiste de Slovénie, est un joueur slovène de basket-ball. Il évolue au poste d'ailier.